# Flying Lotus
Flying Lotus, ou parfois FlyLo, de son vrai nom Steven Ellison, né le 7 octobre 1983 à Los Angeles, en Californie, est un producteur, disc jockey, rappeur et réalisateur américain. Flying Lotus compte au total six albums — 1983 (2006), Los Angeles (2008), Cosmogramma (2010), Until the Quiet Comes (2012), You're Dead! (2014), Flamagra (2019) — tous bien accueillis,. Il produisait la plupart des musiques d'Adult Swim sur la chaîne Cartoon Network.
Depuis 2012, Ellison emprunte le nom de scène de Captain Murphy, inspiré du personnage homonyme de Sealab 2021. Ellison garde ce secret pendant quelques mois jusqu'à ce qu'il ne le révèle officiellement avec la publication de sa première mixtape, Duality.

## Biographie

### Jeunesse
Steven Ellison est né le 7 octobre 1983 à Los Angeles, en Californie,. Il est le petit-fils de l'autrice-compositrice Marilyn McLeod, sœur de la pianiste et harpiste de jazz Alice Coltrane, épouse du saxophoniste John Coltrane,, et le cousin de Ravi Coltrane,, également saxophoniste de jazz.

### Débuts (2006-2009)
À la Los Angeles Film School, Ellison s'intéresse à la composition d'albums avec un scénario qu'il mêle à son intérêt pour le hip-hop, Nintendo, Marvel et Cartoon Network. À cette période, il travaille dans les locaux du label Stones Throw Records et enregistre entretemps ce qui deviendra son premier album, 1983. L'album, publié le 19 septembre 2006 au label indépendant Plug Research, devient la première pierre à l'édifice créatif d'Ellison. En 2007, Ellison annonce sa signature avec le label Warp Records (repère de Prefuse 73, Autechre, Squarepusher et Aphex Twin). Après ses débuts chez Warp, avec la publication de l'EP Reset, il devient rapidement l'un des artistes à succès du label, puis publie son deuxième album, intitulé Los Angeles, le 10 juin 2008. Sa première sortie chez Warp, Reset EP, offre à son nouveau public une sonorité groovy et sombre.
Le 10 juin 2008, Flying Lotus publie Los Angeles, un album de 17 chansons consacré à sa ville natale. L'album est suivi d'une série en trois parties d'EPs composés de remixes et productions jusqu'en 2009. La même année, Flying Lotus remixe la chanson Reckoner extraite de l'album In Rainbows.

### Cosmogrammaet collaborations (2010-2011)
Le troisième album de Flying Lotus, Cosmogramma, est publié le 4 mai 2010 aux États-Unis. En janvier 2011, Cosmogramma remporte dans la catégorie « Dance/Electronica Album » la 10e édition des Independent Music Awards. L'album atteint la 3e place des Top Electronic Albums, la 17e place des Top Independent Albums, la 23e place des Top Digital Albums, et la 88e du Billboard 200. En 2010, Flying Lotus collabore avec le Ann Arbor Film Festival pour la musique du film Heaven and Earth Magic. En septembre 2010, Flying Lotus publie Pattern+Grid World, un EP de huit chansons en featuring avec Thundercat et Theo Ellsworth.
En janvier 2011, Flying Lotus remporte la 10e édition des Independent Music Awards pour son clip MmmHmm. En 2011 toujours, des rumeurs circulent selon lesquelles Flying Lotus travaillerait aux côtés d'Erykah Badu pour son nouvel album, et prévoit de remixer une chanson issue de l'album The King of Limbs de Radiohead.

### Until the Quiet Comeset Captain Murphy (2012-2013)

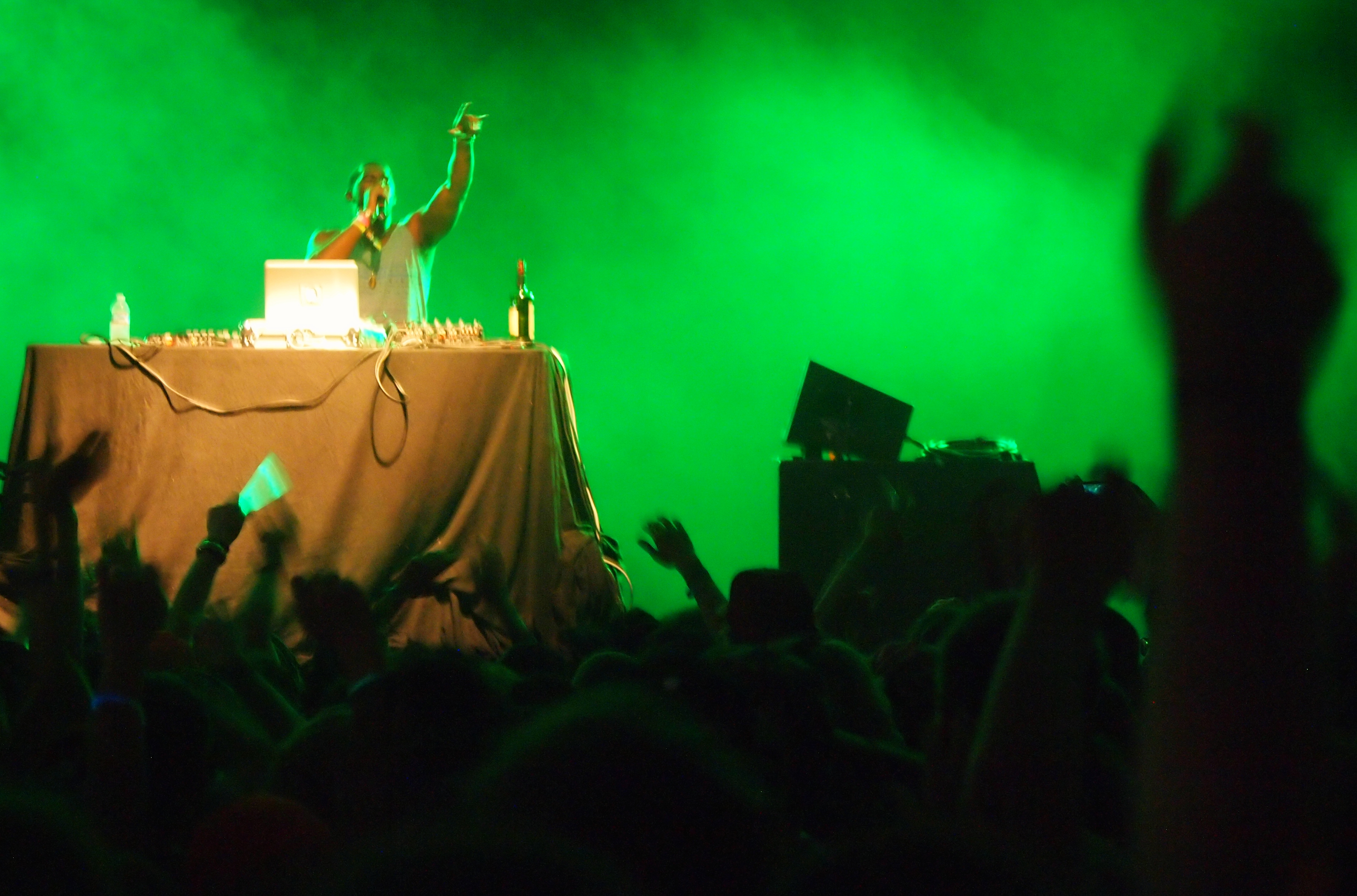
Flying Lotus au Bonnaroo Music Festival de 2012.

En août 2012, Flying Lotus annonce un projet avec la réalisatrice Miwa Matreyek, intitulé The Mapping of Countries Yet to Come. Flying Lotus produit la chanson du rappeur Mac Miller intitulée SDS extraite de son album Watching Movies with the Sound Off. Il compose également une chanson pour la série Adventure Time diffusée sur Cartoon Network intitulée About that time//A glitch is a glitch. Entretemps, son quatrième album, Until the Quiet Comes, est presque terminé. Un an avant, Ellison collabore avec le Ann Arbor Festival pour Heaven and Earth Magic. À la fin de 2012, il lance son site officiel www.captainmurphy.xxx. En avril 2013, Flying Lotus annonce sa propre chaîne de radio dans le jeu vidéo Grand Theft Auto V, expliquant qu'il y aura « une tonne de nouvelles chansons et d'actus ».

### You're Dead!(depuis 2014)
Le 22 juillet 2014, il annonce la date de sortie de son cinquième album, You're Dead!, pour le 6 octobre 2014 au Royaume-Uni, et le 7 octobre 2014 aux États-Unis. L'album fait participer Kendrick Lamar, Snoop Dogg et Herbie Hancock. Le 15 août 2014, Flying Lotus publie une nouvelle chanson, Cosplay, sous le nom de Captain Murphy. Le 30 septembre 2014, Flying Lotus joue dans le court-métrage A Portrait of Noomi Rapace, avec Noomi Rapace, réalisé par Aitor Throup.
En été 2015, Flying Lotus participe à plusieurs festivals comme le Bonnaroo Music and Arts Festival, le Coachella Valley Music and Arts Festival, le Governors Ball Music Festival et le Glastonbury Festival. Ses performances, durant lesquelles il joue notamment aux côtés de Thundercat, Kendrick Lamar et George Clinton sont bien accueillies. Il participe avec Thundercat à l'album de Lamar, To Pimp a Butterfly.

### 2016-2018:Kuso
Le 5 juillet 2016, Ellison a annoncé le lancement de la division cinéma de son label Brainfeeder. Peu après, au Festival Sundance NEXT, son court-métrage, Royal, est présenté. Plus tard, il a été révélé qu'il faisait partie de Kuso, son premier long métrage. Kuso mettraient en vedette Hannibal Buress, Tim Heidecker et David Firth, entre autres. La bande-originale de Kuso est composée par Ellison lui-même sous les noms Flying Lotus et Captain Murphy. Sont aussi présents Aphex Twin, Busdriver, et Thundercat, entre autres,. Kuso est présenté au Festival Film Sundance en 2017. Le 6 juin 2017, Ellison a annoncé que Kuso serait publié sur le service de streaming vidéo d'horreur Shudder, le 21 juillet 2017.
Le 2 novembre 2017, Ellison a sorti le clip vidéo pour Post Requisite. Il a composé la bande-originale du court métrage Blade Runner Black Out 2022 sorti en 2017 et a contribué à la musique de la série anime de 2019, Carole & Tuesday.

### 2019:Flamagra
Le 17 avril 2019, Ellison a annoncé son sixième album, Flamagra, sorti sur Warp Record le 24 mai 2019. Le premier single, Fire Is Coming avec David Lynch, est sortie sur le même jour.
Le 12 mai 2019, le deuxième single, More, est sorti avec un clip vidéo réalisé par Shinichirō Watanabe.
Flamagra (Instrumentals), une version instrumentale de l'album, est sortie en 2020.

### 2021:Yasuke
En 2021, Flying Lotus sort Yasuke, la bande-originale de la série Netflix Yasuke, la première bande-originale qu'il compose entièrement après avoir contribué à beaucoup de projets de films et d'animation.
Le 16 juin 2022, Ellison publie deux singles, You Don't Know et The Room, tous deux avec Devin Tracy.

## Discographie

### Albums studio
- 2006 : 1983
- 2008 : Los Angeles
- 2010 : Cosmogramma
- 2012 : Until the Quiet Comes
- 2014 : You're Dead!
- 2019 : Flamagra
- 2021 : Yasuke
- 2022 :  Flying Lotus Presents: Music From The Hit Game Show Ozzy's Dungeon - Taken From V/H/S/99
- 2023 : Flying Objects
- 2024 : Spirit Box

### EPs
- 2007 : Reset
- 2008 : L.A. EP 1 X 3
- 2008 : Shhh!
- 2008 : Park Bench People / Visions of Violet (avec José James)
- 2008 : L.A. EP 2 X 3
- 2009 : Whole Wide World (avec Declaime)
- 2009 : L.A. EP 3 X 3
- 2010 : Pattern+Grid World

### Compilation
- 2005 : July Heat

### Mixtapes
- 2012 : Duality (sous le nom de Captain Murphy)
- 2012 : Ideas+drafts+loops

### Singles
- 2006 : Pink Sun EP (12", EP) My Room Is White (Flying Lotus remix) - Plug Research
- 2008 : Cool Out (12") Lost (Flying Lotus Remix) - Hyperdub
- 2008 : Dive EP (12", EP) Blank Blue (Flying Lotus Remix) - Ubiquity Records, 2008
- 2008 : Get Dirty EP (12", EP) Game Over (Flying Lotus Remix) Ghostly International, 2008
- 2008 : Natural Selection (Flying Lotus' Cleanse Mix) / Vancouver (2562's Puur Natuur Dub) (12")
- 2008 : Woebegone (CD, single, promo) Woebegone (Flying Lotus Remix) - Ninja Tune
- 2012 : Between Friends (MP3, single, 256) (Earl Sweatshirt and Captain Murphy) - Adult Swim

### Collaborations
- 2008 : One for Pep Pep (Remix) (Tim and Eric Awesome Record, Great Songs)
- 2009 : Bootleg Beats (avec Samiyam)
- 2010 : Blackmagic (avec Jose James)
- 2010 : ...And the World Laughs With You[46],[47] (avec Thom Yorke)
- 2013 : Grand Theft Auto V
- 2013 : Thundercat - Apocalypse (production)

### Bandes originales
- 2016 : FUCKKKYOUUU de Eddie Alcazar : Bande originale
- 2017 : Kuso : Réalisation, Scénario, Bande originale
- 2017 : Blade Runner Black Out 2022 de Shin'ichirō Watanabe : Bande originale
- 2018 : Perfect de Eddie Alcazar : Bande originale
- 2021 : Yasuke de LeSean Thomas : Bande originale, producteur exécutif
- 2025 : Ash de lui-même : Bande originale, producteur exécutif

## Filmographie comme réalisateur
Sauf indication contraire, les informations mentionnées dans cette section peuvent être confirmées par les bases de données cinématographiques IMDb et Allociné,  présentes dans la section « Liens externes ».
- 2016 : Royal (court métrage)
- 2017 : Kuso (également scénariste)
- 2022 : V/H/S 99 - segment Ozzy's Dungeon
- 2025 : Ash